# Turniej o Srebrny Kask 1968
Turniej o Srebrny Kask 1968 – rozegrany w sezonie 1968 turniej żużlowy z cyklu rozgrywek o „Srebrny Kask”. Wygrał Piotr Bruzda, drugi był Stanisław Kasa, a Ryszard Dziatkowiak stanął na najniższym stopniu.

## Wyniki finałów
Poniżej zestawienie czołowej piątki każdego z rozegranych 5 turniejów finałowych.

### I turniej
- 1 maja 1968, Częstochowa

| Msc. | Zawodnik            | Klub                  | Pkt |  |  |
| ---- | ------------------- | --------------------- | --- |  |  |
| 1    | Piotr Bruzda        | Sparta Wrocław        | 11  |  |  |
| 2    | Zygmunt Malinowski  | Włókniarz Częstochowa | 9   |  |  |
| 3    | Stanisław Kasa      | Polonia Bydgoszcz     | 8   |  |  |
| 4    | Ryszard Dziatkowiak | Stal Gorzów Wlkp.     | 7   |  |  |
| 5    | Antoni Masłowski    | ROW Rybnik            | 7   |  |  |

### II turniej
- 5 maja 1968, Gorzów Wielkopolski

| Msc. | Zawodnik            | Klub                  | Pkt |  |  |
| ---- | ------------------- | --------------------- | --- |  |  |
| 1    | Stanisław Kasa      | Polonia Bydgoszcz     | 9   |  |  |
| 2    | Antoni Masłowski    | ROW Rybnik            | 8   |  |  |
| 3    | Jan Ząbik           | Stal Toruń            | 8   |  |  |
| 4    | Lech Zapart         | Włókniarz Częstochowa | 7   |  |  |
| 5    | Ryszard Dziatkowiak | Stal Gorzów Wlkp.     | 6   |  |  |

### III turniej
- 26 maja 1968, Łódź

| Msc. | Zawodnik            | Klub              | Pkt |  |  |
| ---- | ------------------- | ----------------- | --- |  |  |
| 1    | Benedykt Kosek      | Polonia Bydgoszcz | 11  |  |  |
| 2    | Stanisław Kasa      | Polonia Bydgoszcz | 11  |  |  |
| 3    | Ryszard Dziatkowiak | Stal Gorzów Wlkp. | 10  |  |  |
| 4    | Kazimierz Pakulski  | Gwardia Łódź      | 7   |  |  |
| 5    | Piotr Bruzda        | Sparta Wrocław    | 7   |  |  |

### IV turniej
- 13 czerwca 1968, Leszno

| Msc. | Zawodnik            | Klub                  | Pkt |  |  |
| ---- | ------------------- | --------------------- | --- |  |  |
| 1    | Ryszard Dziatkowiak | Stal Gorzów Wlkp.     | 11  |  |  |
| 2    | Piotr Bruzda        | Sparta Wrocław        | 10  |  |  |
| 3    | Stanisław Kasa      | Polonia Bydgoszcz     | 9   |  |  |
| 4    | Benedykt Kosek      | Polonia Bydgoszcz     | 9   |  |  |
| 5    | Lech Zapart         | Włókniarz Częstochowa | 7   |  |  |

### V turniej
- 30 sierpnia 1968, Gdańsk

| Msc. | Zawodnik            | Klub              | Pkt |  |  |
| ---- | ------------------- | ----------------- | --- |  |  |
| 1    | Piotr Bruzda        | Sparta Wrocław    | 12  |  |  |
| 2    | Antoni Masłowski    | ROW Rybnik        | 9   |  |  |
| 3    | Ryszard Dziatkowiak | Stal Gorzów Wlkp. | 8   |  |  |
| 4    | Benedykt Kosek      | Polonia Bydgoszcz | 8   |  |  |
| 5    | Leszek Marsz        | Wybrzeże Gdańsk   | 8   |  |  |

## Klasyfikacja końcowa
Uwaga!: Odliczono jeden najgorszy wynik.
| Poz | Zawodnik            | Klub                  | CZE | GOR | ŁÓD | LES | GDA | Punkty |
| --- | ------------------- | --------------------- | --- | --- | --- | --- | --- | ------ |
| 1   | Piotr Bruzda        | Sparta Wrocław        | 11  | 6   | 7   | 10  | 12  | 40     |
| 2   | Stanisław Kasa      | Polonia Bydgoszcz     | 8   | 9   | 11  | 9   | 5   | 37     |
| 3   | Ryszard Dziatkowiak | Stal Gorzów Wlkp.     | 7   | 6   | 10  | 11  | 8   | 36     |
| 4   | Benedykt Kosek      | Polonia Bydgoszcz     | 4   | 6   | 11  | 9   | 8   | 34     |
| 5   | Antoni Masłowski    | ROW Rybnik            | 7   | 8   | 5   | 6   | 9   | 30     |
| 6   | Lech Zapart         | Włókniarz Częstochowa | 6   | 7   | 3   | 7   | –   | 23     |
| 7   | Jerzy Szczakiel     | Kolejarz Opole        | 7   | 5   | 6   | 5   | –   | 23     |
| 8   | Stanisław Płaszczyk | Śląsk Świętochłowice  | 6   | 6   | 6   | 4   | –   | 22     |
| 9   | Czesław Kolman      | Unia Tarnów           | 5   | 4   | 4   | 6   | 3   | 19     |
| 10  | Jan Ząbik           | Stal Toruń            | 4   | 8   | –   | –   | –   | 12     |
| 11  | Bogdan Szuluk       | Stal Toruń            | 2   | –   | –   | 1   | 6   | 9      |

| Kolor   | Wynik      |
| ------- | ---------- |
| Złoty   | Zwycięzca  |
| Srebrny | 2. miejsce |
| Brązowy | 3. miejsce |